# Йоукахайнен

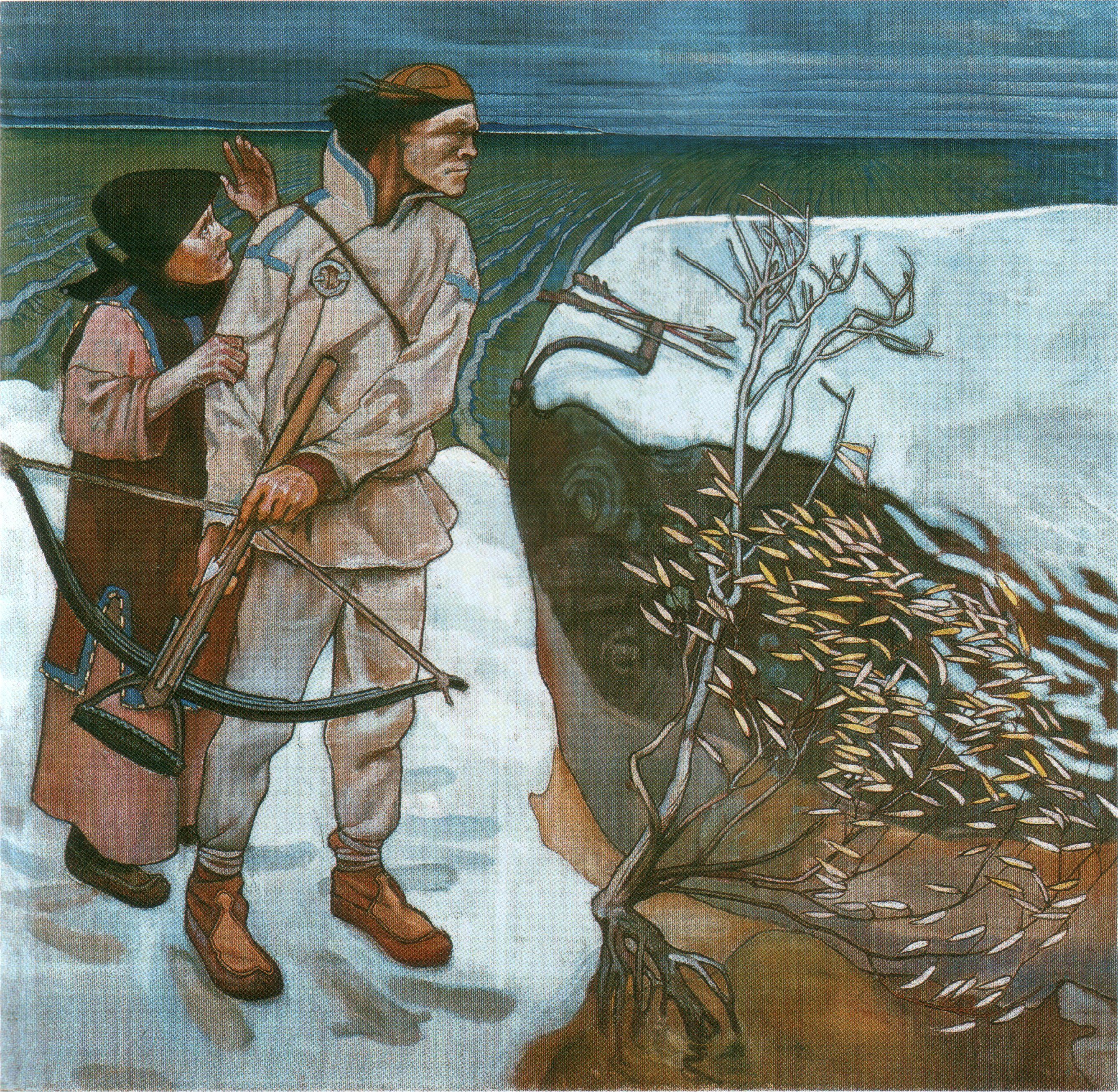

Йоукахайнен (фин. Joukahainen) — демонический персонаж карело-финского эпоса Калевала, молодой лапландец (poika lappalainen), бросивший вызов Вяйнямёйнену. Он считается молодым и неосторожным героем, по одной версии, из России, по другой из Швеции, однако выдает себя за древнего мудреца времен сотворения мира. Он отправляется в Калевалу на санях, запряжённых огнедышащим мерином. Похваляясь своим знанием, Йоукахайнен рассказывает о Карелии, Хяме и реке Вуоксе. Вяйнямёйнен заклятиями разоружает Йоукахайнена и тот едва не гибнет в болоте, но просит сохранить ему жизнь, обещая свою сестру Айно в жены Вяйнямёйнену. Однако Айно не хочет выходить замуж за старика и топится в море. После самоубийства Айно Йоукахайнен пытается убить Вяйнямёйнена из лука.
В других рунах Йоукахайнен выступает как товарищ Вяйнямейнена и Ильмаринена, вместе с ними отправляясь в Похьёлу за волшебной мельницей Сампо. Во время отхода с мельницей он уговаривает Вяйнямёйнена запеть, и тот своим пением будит Лоухи, хозяйку Похьёлы, которая отправляется за ними в погоню.
В карело-финских рунах Йоукахайнен выступает как трикстер, преследуемый неудачами — при этом он сопутствует Вяйнямёйнену в его деяниях.